# Matt Mullenweg
Matthew Charles Mullenweg (Houston, Texas, 11 de enero de 1984) es un programador estadounidense conocido por crear el sistema de gestión de contenido WordPress. 
Además de WordPress ha creado el servicio de filtrado de spam centralizado Akismet, la compañía Automattic y el servicio de hosting gratuito de blogs WordPress.com.

## Biografía
Matt Mullenweg nació en Houston, Texas, donde cursó sus estudios de secundaria y aprendió a tocar el saxofón. Estudió Ciencias Políticas en la Universidad de Houston, especializándose en Ciencias Políticas, pero la abandonó en 2004 para empezar a trabajar en CNET Networks. Mullenweg fue criado como católico.

## WordPress
En junio de 2002 Matt comenzó a usar el gestor de contenidos b2/cafelog para publicar las fotos que sacó en un viaje a Washington D. C. para participar en la National Fed Challenge. Contribuyó un poco de código para arreglar unas faltas de ortografía y para limpiar los enlaces permanentes.
En enero de 2003, unos meses después de que el desarrollo de b2 hubiese finalizado, anunció en su blog que iba a crear un fork para actualizarlo a los estándares web y modificarlo para sus necesidades. Mike Little habló con él y juntos crearon WordPress a partir del código fuente de b2. El desarrollador original de b2, Michel Valdrighi, se unió a ellos al poco tiempo.
En octubre de 2004, CNET le contrató para trabajar en WordPress y ayudarles con los blogs y los nuevos medios. Al mes siguiente, abandonó la universidad y se trasladó a San Francisco desde Houston (Texas). Mullenweg anunció bbPress en diciembre, Mullenweg y el equipo de WordPress lanzaron WordPress 1.5 "Strayhorn" en febrero de 2005, que tuvo más de 900.000 descargas.
Mullenweg dejó CNET en octubre de 2005 para centrarse en WordPress y actividades relacionadas con tiempo completo, y anunció Akismet varios días después.
Mullenweg dirige una empresa de inversión ángel Audrey Capital, que ha respaldado a casi 30 empresas desde 2008. En 2011 respaldó a la startup de Y Combinator Earbits.
En febrero de 2009, en una entrevista concedida a Power Magazine, Mullenweg se definió como "el príncipe de los blogs", desmontó el mito de que la creación de blogs era una moda pasajera y reveló que la empresa había experimentado un crecimiento orgánico intermensual del 10%, con más de 15.000 nuevos blogs alojados en WordPress cada día.
En mayo de 2009, la negativa de Mullenweg a acatar la censura china supuso el bloqueo efectivo de WordPress.com por el Proyecto Escudo de Oro de China.
Una entrevista de Bloomberg en abril de 2011 describió la impresionante escalabilidad de la empresa. Los costes mensuales de infraestructura eran de solo 300.000 a 400.000 dólares mientras alimentaba el 12% de Internet con 1.350 servidores y 80 empleados en 62 ciudades. La dirección de la empresa global excluye todo el correo electrónico interno, pero en su lugar la comunicación está arraigada en el tema de su blog P2theme.com.
En enero de 2014 Mullenweg se convirtió en CEO de Automattic. Toni Schneider se trasladó para trabajar en nuevos proyectos en Automattic. En el anuncio, Mullenweg bromeó diciendo que "es obvio que nadie de veinte años debería dirigir una empresa", y unos meses más tarde, en mayo, recaudó 160 millones de dólares en financiación adicional para la empresa, valorándola en más de mil millones de dólares, y se citó a WordPress como impulsor del "22% de los 10 millones de sitios web más importantes del mundo".

## Premios y reconocimientos
En marzo de 2007, PC World incluyó a Mullenweg en el número 16 de las 50 personas más importantes de la web, al parecer el más joven de la lista. En octubre, Mullenweg adquirió el servicio Gravatar y se rumoreó que había rechazado una oferta de 200 millones de dólares para comprar su empresa Automattic. En 2008, Mullenweg recibió el Premio al Innovador en Tecnologías de la Información, concedido por la Fox School of Business and Management de la Universidad de Temple a quienes han aplicado las tecnologías de la información para crear nuevas oportunidades de negocio.
En julio de 2008, Mullenweg apareció en la portada de Linux Journal. Más tarde, ese mismo mes, un artículo del San Francisco Chronicle lo colocó en la portada de la sección de negocios y señaló que aún conducía un Chevrolet Lumina y que WordPress.com ocupaba el puesto 31 en Alexa con 90 millones de páginas vistas mensuales. En septiembre, Mullenweg fue nombrado uno de los 30 mejores empresarios menores de 30 años por Inc. Magazine y una de las 25 personas más influyentes de la Web por BusinessWeek.
En diciembre de 2010, Mullenweg fue galardonado con el premio TechFellow en "Diseño de producto y marketing". En enero de 2011, Business Insider incluyó a Mullenweg en el número 3 de su lista de 30 fundadores menores de 30 años por crear WordPress, el motor de muchas nuevas startups.
En marzo de 2011, Business Insider nombró a Mullenweg una de las 10 personas más influyentes de la red por cambiar la cara de Internet. En octubre de 2011, Mullenweg entró en la prestigiosa lista Next Establishment de Vanity Fair de talentos emergentes en tecnología, medios de comunicación, política y negocios. En diciembre de 2011, Mullenweg fue incluido en la lista 30 Under 30 for Social/Mobile de Forbes por el impacto que ha tenido en el mundo de los blogs a través del código abierto.
En mayo de 2012, Mullenweg fue incluido en la lista de los inversores ángeles más influyentes de Forbes en AngelList. En diciembre de 2012, Mullenweg fue incluido en la lista de los 30 menores de 30 de Forbes de 2012 en Medios de Comunicación y recibió el 21º Premio Anual Heinz en Tecnología, Empleo y Economía en 2016.